# Stazione di Coimbra
La stazione di Coimbra (detta anche stazione di Coimbra-A stazione di Coimbra-Cidade o Stazione nuova, in portoghese Estação de Coimbra o Estação Nova) è una stazione ferroviaria di Coimbra, Portogallo. L'altra importante stazione cittadina è Coimbra-B.